# Renaud Boucher
Pour les articles homonymes, voir Boucher.
Renaud Boucher est un nageur français né le 7 août 1964 à Toulouse.
Il est membre de l'équipe de France aux Jeux olympiques d'été de 1988, prenant part au 100 mètres dos ; il échoue au premier tour.
Il a été six fois champion de France de natation en bassin de 50 mètres sur 50 mètres dos (été 1985, été 1986, été 1987, hiver et été 1988, été 1989 et été 1990) et deux fois champion de France sur 100 mètres dos (hiver et été 1988).
Il a détenu le record de France de natation messieurs du 50 mètres dos de 1986 à 1987, de 1987 à 1988 et de 1988 à 1991.
En club, il a été licencié aux Dauphins du TOEC.